# لیونی بنش
لیونی بنش (آلمانی: Leonie Benesch؛ زادهٔ ۲۲ آوریل ۱۹۹۱) بازیگر آلمانی است که در آثار مهمی از جمله بابیلون برلین و تاج و همچنین دور دنیا در ۸۰ روز ایفای نقش کرده‌است. او هم‌اکنون در لندن زندگی می‌کند.

## زندگی و حرفه
لیونی بنش در هامبورگ زاده شد. او در مدرسه موسیقی و درام گیلدهال انگلستان تحصیل کرد و در سال ۲۰۱۶ دانش‌آموخته شد. بنش از سال ۲۰۰۷ وارد سینما شد اما درخشش او با نقش‌آفرینی در فیلم برنده نخل طلای روبان سفید آغاز شد. بازی او در این فیلم آنچنان قدرتمند بود که منتقدان با عبارت «کشف یک استعداد» او را مورد تحسین قرار دادند. او برای بازی در این فیلم برنده بهترین بازی در یک فیلم بلند بین‌المللی در جایزه هنرمند جوان ایالات متحده و بهترین بازیگر زن در جوایز چهره‌های جدید آلمان شد.
بنش همچنین در سریال تاریخی آلمانی بابیلون برلین بازی کرد که به‌خاطر آن جایزه بهترین بازیگر نقش مکمل زن را در جوایز بازیگران سینمای آلمان دریافت کرد. او با بازی در مجموعه تلویزیونی تاج (۲۰۱۹-۲۰۱۷) به شهرت بیشتری رسید. او در این سریال نقش خواهر شاهزاده فیلیپ، شاهدخت سسیل یونان و دانمارک را بازی کرد. او سپس در سال ۲۰۲۰ در مجموعه تلویزیونی دور دنیا در ۸۰ روز در نقش ابیگیل فیکس ایفای نقش کرد. در سال ۲۰۲۳ بنش در نقش اصلی سریال علمی-تخیلی هشت قسمتی ازدحام که اقتباسی است از رمان پرفروش آلمانی به همین نام، بازی کرد.
او در سال ۲۰۲۳، در فیلم اتاق معلمان بازی کرد و با درخشش در نقش کارلا نواک، جایزه شوتینگ استارز را برای بهترین بازیگر زن و جایزه فیلم آلمان را برای بهترین اجرای یک بازیگر زن نقش اول به‌دست آورد.

## گزیده فیلم‌شناسی

### سینما
- روبان سفید (۲۰۰۹)
- درس‌های فارسی (۲۰۲۰)
- اتاق معلمان (۲۰۲۳)
- شیفت آخر (۲۰۲۵)

### تلویزیون
- صحنه جرم (۲۰۱۳)
- تاج (۲۰۱۹–۲۰۱۷)
- بابیلون برلین (۲۰۲۰–۲۰۱۷)
- همتا (۲۰۱۸)
- اسرار تعطیلات (۲۰۱۹)